# اللغة الكردية
اللُّغَة الكُرْدِيَّة (بالكردية: كوردی، Kurdî) هي لغة الكُرد، ويبلغ عدد المتحدثين بها ما بين 30 و40 مليون شخص موزعين في كردستان وفي دول الشتات الكردي. لهجاتها الرئيسية هي الكردية الشمالية (كرمانجي) والكردية المركزية (سوراني) والكردية الجنوبية (خوارن).
اللغة الكردية هي لغة هندوأوروبية وسلسلة لهجية تنتمي إلى اللغات الإيرانية الشمالية الغربية، وبحسب العالم اللغوي الألماني فيندفور أساس اللغة الكردية من اللغة الميدية.
تحتوي اللغة الكردية على 735,320 كلمة رئيسية، بذلك تكون ثالث أكثر لغة تحتوي على كلمات بعد الفنلندية والكورية، وتحتوي بجميع لهجاتها على مَجْموعة 1،200،000 مليون كلمة عدا كل التعابير والعبارات. لغات زازا-غورانية، مجموعة منفصلة من اللغات الإيرانية الشمالية الغربية غير الكردية، يتحدث بها أيضًا عدة ملايين من الكُرْد العرقيين. تقدر الدراسات اعتبارًا من عام 2009 ما بين 8 و20 مليون متحدث كردي أصلي في تركيا. يتكون الكردية من أبجديتين قياسيتين؛ الكرمانجية (لاتينية) والسوراني. غالبية الكرد يتحدثون الكرمانجية.

## اللهجات
‌هذه اللغة، هي لغة رسمية في العراق بجانب اللغة العربية تمت الموافقة عليها منذ كتابة دستور العراق الجديد في يونيو عام 2004. للغة الكردية العديد من اللهجات أهمها الکرمانجیة الشمالیة والكرمانجية‌ الوسطی والكرمانجیة الجنوبیة والكورانیة وتنقسم کل واحدة من هذه اللهجات الرئیسیة الی عدة لهجات محلیة. اسم اللغة الكردیة بلغة الكرد هي كرمانجي 
قد تنقسم الکردیة إلى عدة أقسام:
- القسم (الأول) اللهجة الشمالیة: وتعرف باسم الکرمانجیة
- القسم (الثاني) اللهجة الوسطی: وتعرف باسم السورانیة
- القسم (الثالث) اللهجة الجنوبیة: وتعرف باسم الکرمانشاهیة [19]
- لغة کردیه زازاكية
- لهجة كردية غورانية.

## اللهجات الكرمانجیة الرئیسیة
1- الكرمانجیة الشمالیة: وهذه اللهجة ینطق بها معظم الکُرد في تركیا وسوریا وشمال كردستان العراق وأكراد خراسان والحدود الشمالیة الغربیة لإیران وتنقسم الی اللهجات المحلیة التالیة. یلاحظ أن الإقلیم الذي یتحدث بها سكانها بهذه اللهجة هو إقلیم متصل باستثناء الكرد في خراسان وذلك لأنه تم ترحیلهم من كردستان الی خراسان في زمن الملوك الإیرانیین. وعدد الناطقین بهذه اللهجة أكثر من عدد الناطقین بأية لهجة أخری.
• البایزیدیة.
• الهكاریة.
• البوتانیة.
• الشمدینانیة.
• البهدینانیة.
• الغربیة.
2- الكرمانجیة الوسطی: وجرت العادة علی تسمیتها خطأً بالسورانیة نسبة الی (إقلیم سوران) الناطق بأحد اللهجات المحلیة للكرمانجیة الوسطی ویعود سبب ذلك إلی غزارة النتاج الأدبي الكردي بهذه اللهجة. وتنقسم الكرمانجیة الوسطی الی اللهجات المحلیة التالیة. یقطن الناطقون بهذه اللهجة اقلیما متصلا في وسط كردستان وینقسم الناطقون بهذه اللهجة بین إیران والعراق.
• الموكریة.
• السورانیة.
• الاردلانیة.
• السلیمانیة.
• الكرمیانیة
3- الكرمانجیة الجنوبیة: وتسمی خطأً باللُریة نسبة الی (إقلیم لُرستان) الناطق بأحد اللهجات المحلیة لهذه اللهجة. تنقسم الكرمانجیة الجنوبیة الی اللهجات المحلیة التالیة. یقطن الناطقون بهذه اللهجة في إقلیم متصل مقسم بین العراق وإیران.
• اللُریة.
• البختیاریة.
• المامسانیة.
• الكوهكلویة.
• اللكیة.
• الكلهریة.
4- اللهجة الكورانیة: تختلف هذه اللهجة عن باقي اللهجات بکون الناطقین بها مبعثرین ولا یقطنون في إقلیم متصل، فقسم منهم یقطن المناطق الواقعة قرب حدود انتشار الكرمانجیة الجنوبیة والوسطی والكرمانجیة الجنوبیة قرب منابع نهر سیروان (دیالی) وقسم منهم یقطن قرب حدود انتشار الكرمانجیة الشمالیة والكرمانجیة الجنوبیة ویقطن قسم آخر منهم بین الرافدین الرئیسیین لنهر الفرات في تركیا. كما ویقطن قسم منهم في منطقة قونیا جنوب أنقرة وهم یشكلون أغلبیة الکُرد في منطقة قونیا. تنقسم هذه اللهجة الی اللهجات المحلیة التالیة.

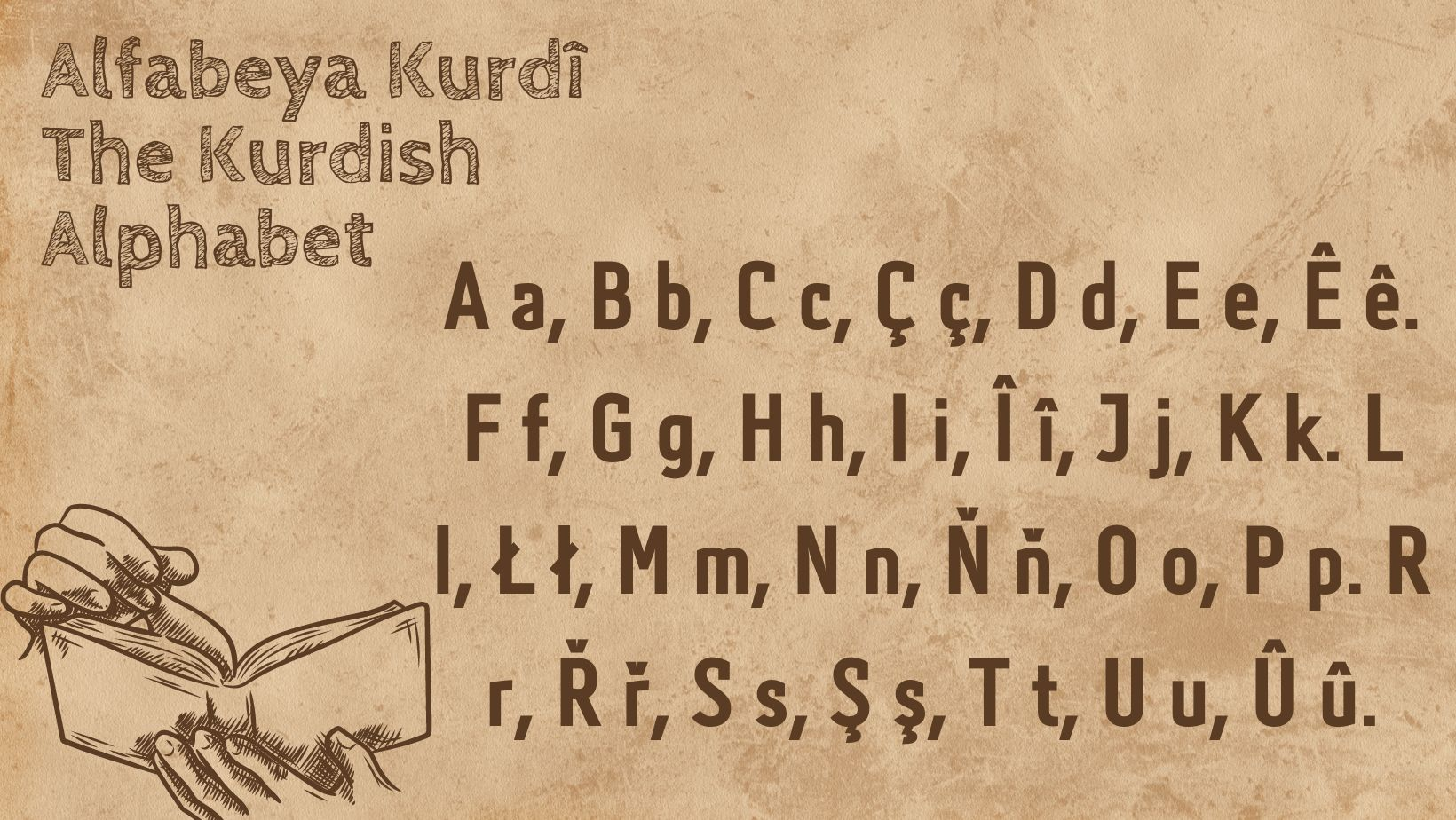
الأحرف الكردية

• الكورانیة الأصلیة.
• الهورامانیة.
• الباجلانیة.
• الزازائیة.

## مفردات كردية
قیاس بین الكلمات الكردية ولغات هندية أوروبية أخری:
| الإنجليزية | الألمانية | الکردیة (كتابة لاتینية) | الکردیة (كتابة عربية) | العربیة |
| ---------- | --------- | ----------------------- | --------------------- | ------- |
| very       | sehr      | Zor/ gelek / fire       | زۆر / فرە             | کثیر    |
| drop       | tropfen   | dirope/dilope           | درۆپە / دڵۆپە         | قطرة    |
| short      | kurz      | kurt                    | کورت                  | قصیر    |
| great      | groß      | gewre/mezin             | گەورە/مەزن            | کبیر    |
| hope       | hoffen    | hêvî / hîwa             | هیوا / هێڤی           | أمل     |
| moon       | mond      | mang/heyv               | مانگ/هەیڤ             | قمر     |
| earth      | erde      | erd/herd                | ئەرد / هەرد           | أرض     |
| evening    | abend     | êware/êvar              | ئێوارە / ئێڤار        | عصر     |
| honey      | honig     | hûngiv/hengwîn          | هەنگوین               | عسل     |
| beautiful  | schön     | spehî/ ciwan            | جوان                  | جمیل    |
| here       | hier      | vir/êre                 | ئێرە/ڤر               | هنا     |
| iron       | eisen     | hesin/asin              | ئاسن/هەسن             | حدید    |
| brother    | Bruder    | bira                    | برا                   | أخ      |

## وسائل إعلام کردیة
- فضائية روناهي
- Amozhgary
- NRT
- NRT2
- NRT عربية
- كردستان24
- قناة سبيدة
- Payam TV
- kirkuk TV
- Duhok TV
- Badinan sat
- Rudaw
- Roj tv
- MMC tv
- كوردسات
- وار تيفي
- تلفزيون شعب كردستان
- كرد1 (قناة)
- تلفزيون كردستان
- وار تيفي
- كومله
- زاغروس
- نوروز
- Tishk
- Korek tv
- KNN tv
- تليفزيون فين
- Rojhalat TV
- تي آر تي 6
- ASOsat

## وصلات خارجية
- اللهجات الكردية بين التنوع والفرقة
- (بالإنجليزية) NamoEdit - Convert Kurdish Latin script to Arabic script
- ويكيبيديا الكردية
- ويكيبيديا الكردية السورانية

## الملاحظات
1. ↑  Official at state level